# Гицков
Гицков (њем. Gützkow) град је у њемачкој савезној држави Мекленбург-Западна Померанија. Једно је од 89 општинских средишта округа Остфорпомерн. Према процјени из 2010. у граду је живјело 2.893 становника. Посједује регионалну шифру (AGS) 13059028.

## Географски и демографски подаци
Гицков се налази у савезној држави Мекленбург-Западна Померанија у округу Остфорпомерн. Град се налази на надморској висини од 12 метара. Површина општине износи 42,7 km². У самом граду је, према процјени из 2010. године, живјело 2.893 становника. Просјечна густина становништва износи 68 становника/km².